# アリーナフットボール
アリーナフットボール (Arena Football) は、アメリカンフットボールをホッケーリンクなどの室内で行えるようにルールを変更したもの。アメリカにはプロリーグであるアリーナフットボールリーグ (AFL) がある。

## 基本ルール
基本的にアメリカンフットボールのルールに準じるが、大きな部分では以下の点が異なる。括弧内はアメリカンフットボールでのもの。
- フィールドは、縦50ヤード（100ヤード）、横85フィート（53 1/3ヤード=160フィート）、エンドゾーンがそれぞれ8ヤード（10ヤード）。
- プレイヤーは各チーム8人（11人）。
  - 2006年シーズンまでは、2名ずつを除いて1クォーターに1回しか交代できないため、攻守で同じ選手がプレーしなければならないというルールがあった（選手交代は自由で、攻撃専門、守備専門の選手に分かれる）。
- エンドゾーンの奥にはネットが張られ、ネットにあたって跳ね返ったボールはインプレーである（通常ネットは張られない。エンドゾーンから出たボールはアウトオブバウンズである）。
- パントは禁止。第4ダウンではフィールドゴールかファーストダウン更新を狙う。
- 得点はアメリカンフットボールと同じだが、ドロップゴールが4点（3点）、トライフォーポイントでのドロップゴールが2点（1点）の違いがある。